# Pia Halvorsen
Pour les articles homonymes, voir Halvorsen.
Pia Halvorsen, née en 1965 en Norvège, est une actrice norvégienne et suédoise.

## Biographie
Halvorsen, formée à l'Académie de Théâtre de Stockholm, s'est d'abord fait connaître par sa participation à la série télévisée Skärgårdsdoktorn (traduction française : "Le docteur de l'archipel"), série diffusée par la Sveriges Television, SVT (Télévision de la Suède) de 1997 à 2000. Composée de 18 épisodes, la série a été suivie en Suède par un très grand public. 
En 2008, Pia Halvorsen avait formé avec Karin Weywadt, le théâtre Pika Pika, représentant entre autres, en 2011, une pièce du dramaturge français Victor Haïm, au Strindbergs Intima Teater (Théâtre Intima de Strindberg) de Stockholm.
Elle a ensuite joué l'un des rôles principaux de la série télévisée Äkta människor (titre anglais, pour la diffusion hors de Suède : Real Humans : 100 % humain), diffusée à la télévision suédoise en 2012. Les dix épisodes de la série ont été diffusés sur Arte entre le 5 avril 2013 et le 2 mai 2013.
Halvorsen est mariée à l'acteur suédois Jacob Nordenson, et mère de deux enfants.

## Filmographie

### Cinéma
- 2018 : The Unthinkable (Den blomstertid nu kommer) du collectif Crazy Pictures : Eva

### Télévision
- 1997 : Rederiet : Riktiga mamman
- 1997 - 1998 : Skärgårdsdoktorn ("Le docteur de l'archipel") (série télévisée)
- 2001 : Återkomsten (téléfilm) : Dagisfröken
- 2009 : Oskyldigt dömd : Ann-Katrin Beskow
- 2009 : Wallander : enquêtes criminelles (Saison 2, Épisode 1 : Hämnden, devenu en France : "Peur sur la ville")
- 2009 : Beck (Saison 4, Épisode 1 : Levande begravd [trad.: "Enterrés vivants"])
- 2012 : Real Humans : 100 % humain (série télévisée)
- 2013 : Les enquêtes d'Erica: La reine de la lumière (téléfilm suédois, policier, titre original: "Fjällbackamorden: Ljusets drottning") : Ylva
- 2013 : Holby City (série télévisée) : Maja Johansson / Maja Johnsson